# Cryptothelea riemsdyki
Cryptothelea riemsdyki är en fjärilsart som beskrevs av Franciscus J.M. Heylaerts 1887. Cryptothelea riemsdyki ingår i släktet Cryptothelea och familjen säckspinnare. Inga underarter finns listade i Catalogue of Life.